# Gljanets
Gljanets (russisk: Глянец) er en russisk spillefilm fra 2007 af Andrej Kontjalovskij.

## Medvirkende
- Julija Vysotskaja — Galja Sokolova
- Juris Lauciņš — Fjodor
- Efim Sjifrin — Mark Schiffer
- Aleksej Serebrjakov — Stasis
- Gennadij Smirnov — Petja